# Форт-Маєрс
Форт-Маєрс (англ. Fort Myers) — місто (англ. city) в США, в окрузі Лі на південному заході штату Флорида, на узбережжі Мексиканської затоки Атлантичного океану над лівим берегом річки Калусахатчі. Населення — 86 395 осіб (2020); агломерації Кейп-Корал- Форт-Маєрс — 586 908 осіб (2009 рік). Конурбація Форт-Маєрсу разом з агломерацією Наплес складає місцевість єдиного ринку.
Місто було засноване у 1886 році. 1904 року сюди була проведена 45 км гілка залізниці з Пунта-Ґорда.
Середньодобова температура липня — +28 °C, січня — +18 °C. Щорічні опади — 1380 мм з піком на червень-вересень місяці.
На південному сході міста розташований Флоридський південно-західний міжнародний аеропорт.
У Форт-Маєрсі знаходиться Флоридський Гольф-Кост університет (заснований 1991 року з 12 тисячами студентів), Флоридський південно-західний університет (заснований 1962 року з 17 тисячами студентів).

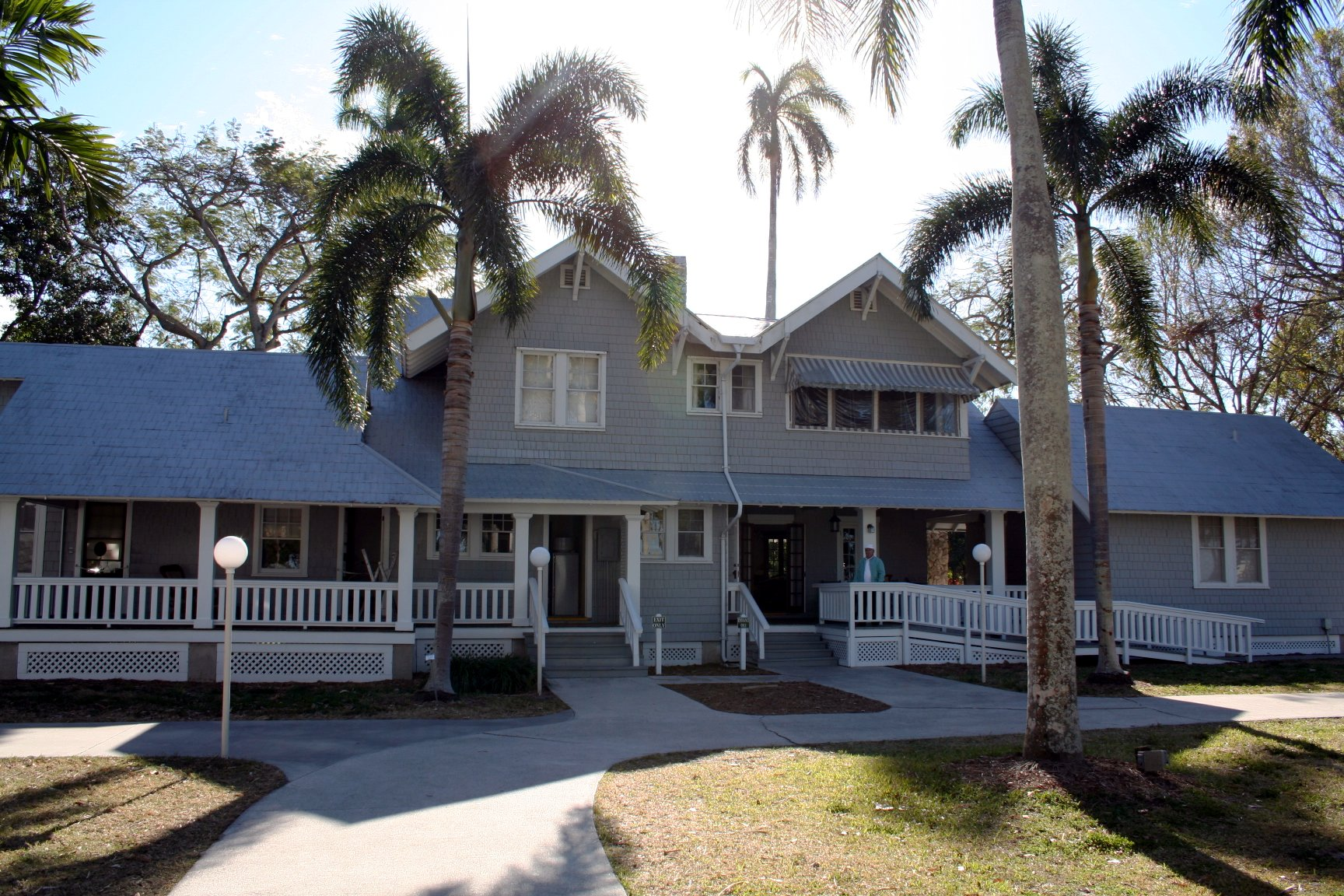
Зимовий будинок Генрі Форда «Мангос»

Головною туристичною увагою у місті послуговуються зимові будинки-дачі Томаса Едісона й Генрі Форда на бульварі МакГрегор.
Форт-Майєрс зазнав катастрофічних збитків від урагану Ян 28 вересня 2022 року.

## Географія
Форт-Маєрс розташований за координатами 26°37′8″ пн. ш. 81°49′55″ зх. д. / 26.61889° пн. ш. 81.83194° зх. д. (26.619010, -81.831956).  За даними Бюро перепису населення США в 2010 році місто мало площу 126,85 км², з яких 103,49 км² — суходіл та 23,36 км² — водойми.

### Клімат
| Клімат : Форт-Маєрс     | Клімат : Форт-Маєрс | Клімат : Форт-Маєрс | Клімат : Форт-Маєрс | Клімат : Форт-Маєрс | Клімат : Форт-Маєрс | Клімат : Форт-Маєрс | Клімат : Форт-Маєрс | Клімат : Форт-Маєрс | Клімат : Форт-Маєрс | Клімат : Форт-Маєрс | Клімат : Форт-Маєрс | Клімат : Форт-Маєрс | Клімат : Форт-Маєрс |
| Показник                | Січ.                | Лют.                | Бер.                | Квіт.               | Трав.               | Черв.               | Лип.                | Серп.               | Вер.                | Жовт.               | Лист.               | Груд.               | Рік                 |
| Абсолютний максимум, °C | 31,1                | 33,3                | 34,4                | 35,6                | 37,2                | 39,4                | 38,3                | 37,8                | 36,7                | 35,0                | 35,0                | 32,8                | 39,4                |
| Середній максимум, °C   | 23,9                | 25,0                | 26,7                | 29,4                | 31,7                | 33,3                | 33,3                | 33,3                | 32,8                | 30,6                | 27,2                | 25,0                | 29,3                |
| Середній мінімум, °C    | 12,2                | 13,3                | 15,0                | 17,2                | 20,6                | 23,3                | 23,9                | 23,9                | 23,3                | 20,6                | 16,7                | 13,3                | 18,6                |
| Абсолютний мінімум, °C  | −2,8                | −2,8                | 0,6                 | 3,9                 | 10,0                | 14,4                | 18,9                | 18,3                | 17,2                | 7,2                 | 1,1                 | −4,4                | −4,4                |
| Днів з дощем            | 5,5                 | 5,2                 | 6,2                 | 4,2                 | 6,8                 | 16,0                | 17,6                | 17,9                | 15,4                | 6,8                 | 4,4                 | 4,5                 | 110,5               |
| ----------------------- | ------------------- | ------------------- | ------------------- | ------------------- | ------------------- | ------------------- | ------------------- | ------------------- | ------------------- | ------------------- | ------------------- | ------------------- | ------------------- |
| Джерело: NOAA           |                     |                     |                     |                     |                     |                     |                     |                     |                     |                     |                     |                     |                     |

## Демографія
Згідно з переписом 2010 року, у місті мешкало 62 298 осіб у 24 968 домогосподарствах у складі 14 316 родин. Густота населення становила 491 особа/км².  Було 35138 помешкань (277/км²).
Расовий склад населення:
| - 54,6 % — білих - 32,3 % — чорних або афроамериканців - 1,6 % — азіатів - 0,6 % — корінних американців - 0,1 % — вихідців з тихоокеанських островів - 8,0 % — осіб інших рас |

До двох чи більше рас належало 2,8 %. Частка іспаномовних становила 20,0 % від усіх жителів.
За віковим діапазоном населення розподілялося таким чином: 22,7 % — особи молодші 18 років, 62,9 % — особи у віці 18—64 років, 14,4 % — особи у віці 65 років та старші. Медіана віку мешканця становила 35,8 року. На 100 осіб жіночої статі у місті припадало 100,2 чоловіків;  на 100 жінок у віці від 18 років та старших — 99,7 чоловіків також старших 18 років.
Середній дохід на одне домашнє господарство  становив 58 763 долари США (медіана — 39 039), а середній дохід на одну сім'ю — 72 913 долари (медіана — 49 428). Медіана доходів становила 36 619 доларів для чоловіків та 30 435 доларів для жінок. За межею бідності перебувало 24,2 % осіб, у тому числі 37,4 % дітей у віці до 18 років та 11,7 % осіб у віці 65 років та старших.
Цивільне працевлаштоване населення становило 27 000 осіб. Основні галузі зайнятості: освіта, охорона здоров'я та соціальна допомога — 22,7 %, роздрібна торгівля — 15,9 %, мистецтво, розваги та відпочинок — 14,4 %.

## Відомі особистості
У поселенні народився:
- Мінді МакКріді (1975—2013) — американська кантрі співачка.